# Kings Bromley Hays
Kings Bromley Hays var en civil parish 1858–1922 när det uppgick i King's Bromley, i grevskapet Staffordshire i England. Civil parish var belägen 4 km från Lichfield och hade 7 invånare år 1921.